# Lobobasis niveimaculata
Lobobasis niveimaculata är en fjärilsart som beskrevs av George Francis Hampson 1896. Lobobasis niveimaculata ingår i släktet Lobobasis och familjen björnspinnare. Inga underarter finns listade i Catalogue of Life.